# Мосуны (Арбажский район)
Мосуны — деревня в Арбажском районе Кировской области. 

## География
Находится на расстоянии примерно 7 километров по прямой на север от районного центра поселка Арбаж.

## История
Известна с 1802 года как починок Мусуновский с населением 2 души мужского пола.  В 1873 году учтено было здесь (деревня Мосуновская или Мосуны) дворов 21 и жителей 164, в 1905 30 и 196, в 1926 29 и 192, в 1950 25 и 37. В 1989 году проживало 387 человек. До января 2021 года входила в Шембетское сельское поселение до его упразднения.

## Население
Постоянное население составляло 393 человека (русские 95%) в 2002 году, 332 в 2010.